# Kanton Marennes
Marennes is een kanton van het Franse departement Charente-Maritime. Het kanton maakt deel uit van het arrondissement Rochefort.

## Gemeenten
Het kanton Marennes omvatte tot 2014 de volgende gemeenten:
- Bourcefranc-le-Chapus
- Le Gua
- Hiers-Brouage
- Marennes (hoofdplaats)
- Nieulle-sur-Seudre
- Saint-Just-Luzac
- Saint-Sornin

Bij de herindeling van de kantons door het decreet van 27 februari 2014, met uitwerking op 22 maart 2015, werden daar volgende 7 gemeenten uit het opgeheven kanton Saint-Agnant aan toegevoegd:
- Beaugeay
- Champagne
- La Gripperie-Saint-Symphorien
- Moëze
- Saint-Agnant
- Saint-Froult
- Saint-Jean-d'Angle

Op 1 januari 2019 werden de gemeenten Marennes en Hiers-Brouage samengevoegd tot de fusiegemeente (commune nouvelle) Marennes-Hiers-Brouage.